# Supercúmulo Pavo-Indus

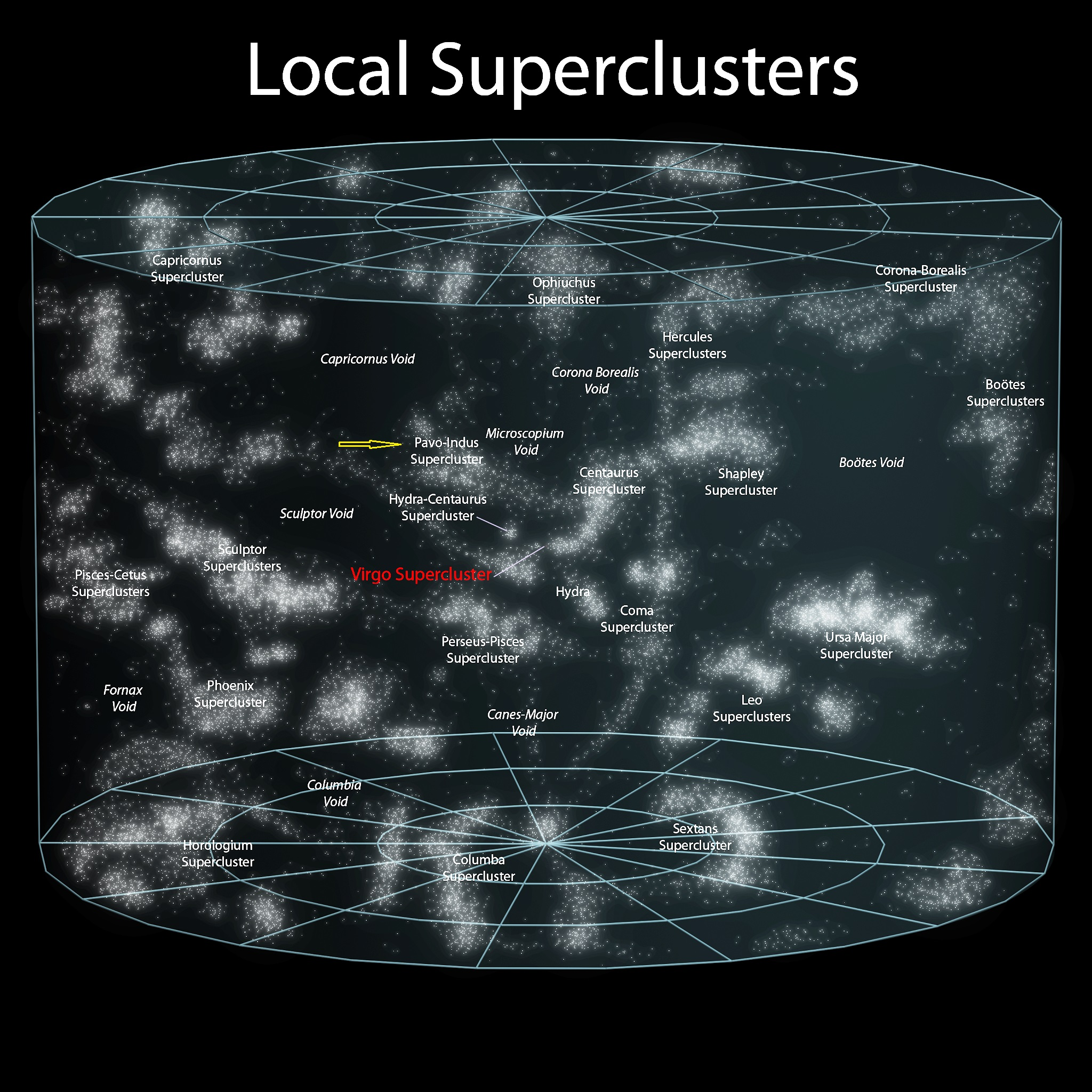
Supercúmulo de Pavo-Indus (marcado con una flecha amarilla)

El Supercúmulo de Pavo-Indus es un supercúmulo vecino al Supercúmulo de Virgo o Supercúmulo Local. Su nombre proviene de su ubicación, en las constelaciones de Pavo e Indus.
El supercúmulo de Pavo-Indus contiene seis cúmulos de galaxias principales: Abell 3656, Abell 3698, Abell 3742, Abell 3747, Abell 3627 y Abell 4038. Posee, además, cúmulos de galaxias similares al Cúmulo de Fornax, el Cúmulo de Pavo y el Cúmulo de Telescopium.  
En la región del supercluster Pavo-Indus existen cientos de miles de galaxias que están en movimiento al igual que el propio supercúmulo, lo que podría indicar que son influenciadas por una distante fuerza atractora, llamada Gran Atractor.
Se extiende en una velocidad del espacio de 2000 a 3000 km/s hacia el hemisferio sur galáctico, en la proximidad del plano formado por el Supercúmulo Local y el Supercúmulo Coma-A1367, a una distancia similar del plano galáctico que el supercúmulo Hidra-Centauro, pero a unos 50 grados en el lado opuesto. Se encuentra en el plano supergaláctico como la mayoría de las estructuras más grandes ubicadas a menos de 50 h-1 Mpc del Sistema Solar.
Forma prácticamente una única estructura bisectada por la zona de evitación con el supercúmulo Telescopium —de ahí que frecuentemente aparezca en la literatura como Supercúmulo Pavo-Indus-Telescopium, Región Pavo-Indus-Telescopium o PIT—. Es una región superdensa y prácticamente continua a lo largo del plano galáctico (1≈330°), tanto que parece que la asociación es física.